# Adler Fellowship

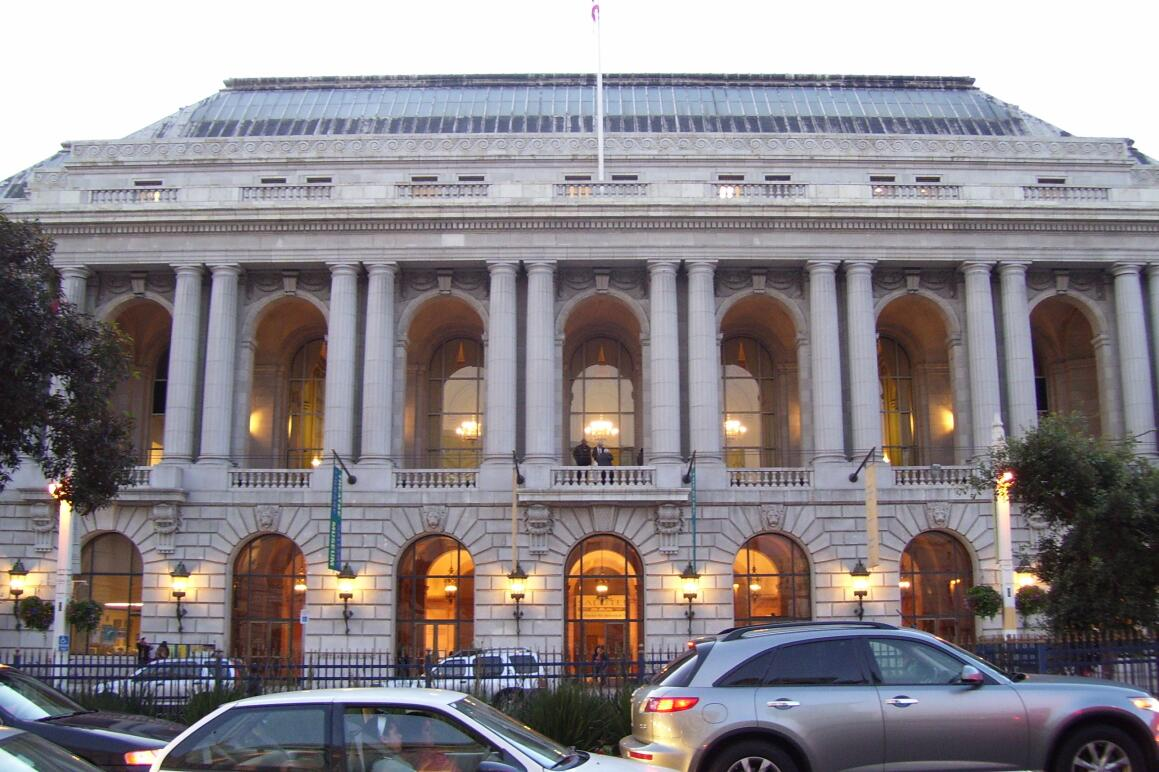
San Francisco Opera House

L'Adler Fellowship è un programma a sostegno dei giovani cantanti gestito dalla San Francisco Opera, avviato sotto la guida del direttore generale Terence A. McEwen. La borsa di studio prende il nome da Kurt Herbert Adler che ha diretto il teatro d'opera dal 1953 al 1981. La borsa di studio include opportunità di formazione e di spettacolo.

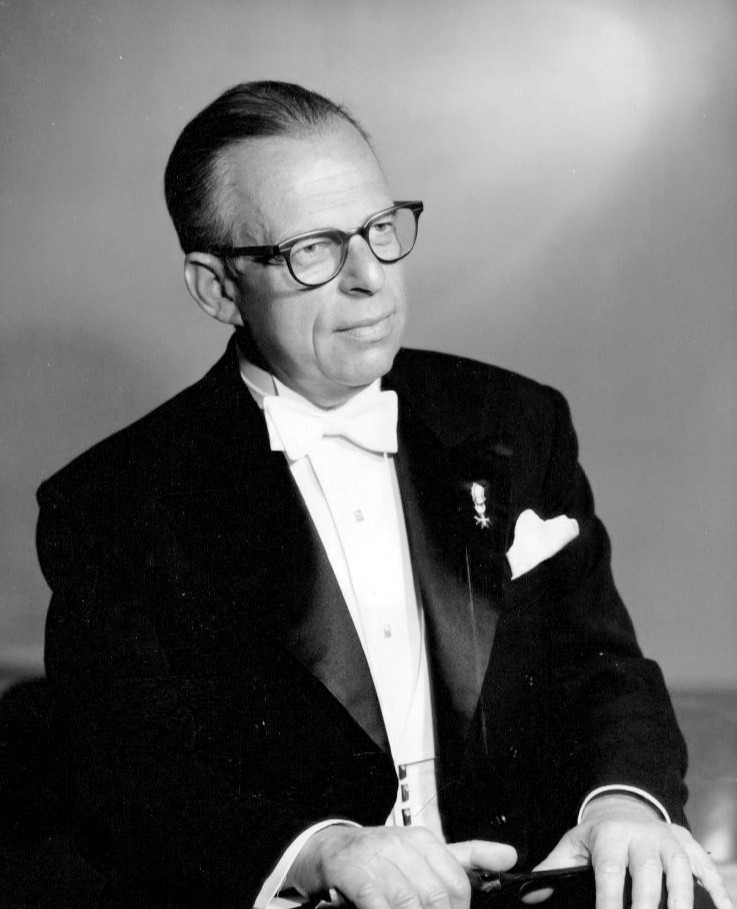
Kurt Herbert Adler (1966)

## Beneficiari
- Gregory Stapp (1982)
- Ruth Ann Swenson (1983-84)
- Nancy Gustafson (1983-84)
- David Malis (1984-85)
- Dolora Zajick (1984-85)
- Monte Pederson (1985-86)
- Philip Skinner (1986-87)
- Deborah Voigt (1986)
- Mark Delavan (1986-87)
- Kevin Anderson (1988)
- Janet Williams (cantante) (1988-89)
- Patricia Racette (1989-90)
- Mary Mills (1990–91)
- Laura Claycomb (1991-1993)
- Brian Asawa (1992)
- James Caputo (1993)
- Daniel Sumegi (1993–94)
- Claudia Waite (1994–95)
- Zheng Cao (1995-96)
- John Relyea (1996-97)
- Stuart Skelton (1996-97)
- Armando Gama (1998-99)
- James Westman (1999)
- Katia Escalera (2001)
- Elizabeth Caballero (2003)
- Lucas Meachem (2004)
- Nikki Einfeld (2004-05)
- Thomas G. Glenn (2004–05)
- Joshua Bloom (2004-05)
- Sean Panikkar (2005-06)
- Noah Stewart (2007)
- Daniela Mack (2008-09)
- Brian Jagde (2010-2012)
- Nadine Sierra (2011–2012)
- Ao Li (2011-2013)
- Philippe Sly (2013-14)
- Pene Pati (2016-17)